# Фармингтон (Арканзас)
Фармингтон (енгл. Farmington) град је у америчкој савезној држави Арканзас.

## Демографија
По попису из 2010. године број становника је 5.974, што је 2.369 (65,7%) становника више него 2000. године.
| Група             | 2000.         | 2010.         |
| Белци             | 3.353 (93,0%) | 5.223 (87,4%) |
| Афроамериканци    | 23 (0,6%)     | 71 (1,2%)     |
| Азијати           | 9 (0,2%)      | 74 (1,2%)     |
| Хиспаноамериканци | 79 (2,2%)     | 352 (5,9%)    |
| Укупно            | 3.605         | 5.974         |